# Aeroportul Codela
Aeroportul Codela (IATA: CSC, ICAO: MRCA) este un aeroport din Provincia de Limón⁠(d), Costa Rica.
Situat la o altitudine de 100 m, aeroportul dispune de o singură pistă.